# Hūshūt
Hūshūt (persiska: هوشوت) är en ort i Iran.   Den ligger i provinsen Chahar Mahal och Bakhtiari, i den centrala delen av landet, 400 km söder om huvudstaden Teheran. Hūshūt ligger 1 761 meter över havet och antalet invånare är 219.
Terrängen runt Hūshūt är varierad. Runt Hūshūt är det ganska glesbefolkat, med 48 invånare per kvadratkilometer. Närmaste större samhälle är Arteh, 14,9 km sydost om Hūshūt. Omgivningarna runt Hūshūt är i huvudsak ett öppet busklandskap.